# وولنی کایو
وولنی کایو (انگلیسی: Wolnei Caio؛ زادهٔ ۱۰ اوت ۱۹۶۸) بازیکن فوتبال اهل برزیل است.
از باشگاه‌هایی که در آن بازی کرده‌است می‌توان به باشگاه فوتبال فیگیرنسه، باشگاه فوتبال بوتافوگو، باشگاه فوتبال گوارانی، باشگاه فوتبال گرمیو، باشگاه ورزشی ژوونتود، باشگاه فوتبال کاشیوا ریسول، باشگاه ورزشی پورتوگیزا، و باشگاه ورزشی کروزیرو اشاره کرد.